# Koźlarek bruzdkowany

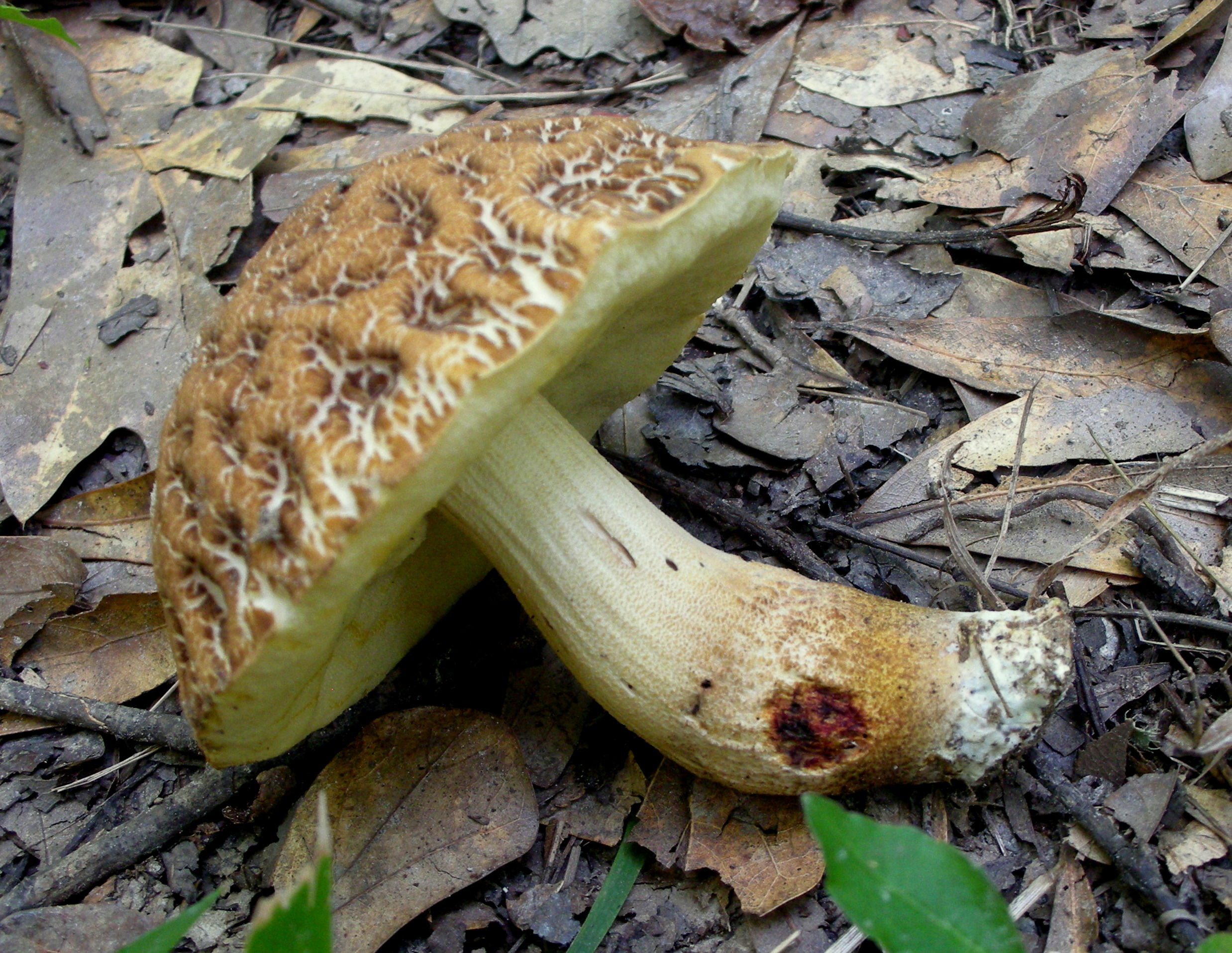

Koźlarek bruzdkowany, koźlarz bruzdkowany (Leccinellum crocipodium (Letell.) Della Maggiora & Trassin.) – gatunek grzybów z rodziny borowikowatych (Boletaceae).

## Systematyka i nazewnictwo
Pozycja w klasyfikacji według Index Fungorum: Leccinellum, Boletaceae, Boletales, Agaricomycetidae, Agaricomycetes, Agaricomycotina, Basidiomycota, Fungi.
Po raz pierwszy takson ten zdiagnozował w 1838 r. Jean Baptiste Letellier, nadając mu nazwę Boletus crocipodius. W 1961 r. Roy Watling przeniósł go do rodzaju Leccinum (koźlarz). Obecną, uznaną przez Index Fungorum nazwę nadali mu w 2014 r. Della Maggiora & Trassin., przenosząc go do rodzaju Leccinellum. Synonimy naukowe:

- Boletus crocipodius Letell. 1888
- Boletus nigrescens Richon & Roze 1888
- Boletus tessellatus Gillet 1874
- Krombholzia crocipodia (Letell.) E.-J. Gilbert 1931
- Krombholziella crocipodia (Letell.) Maire 1937
- Krombholziella nigrescens (Richon & Roze) Šutara 1982
- Leccinellum nigrescens (Richon & Roze) Bresinsky & Manfr. Binder 2003
- Leccinum crocipodium (Letell.) Watling 1961
- Leccinum nigrescens (Richon & Roze) Singer 1947
- Trachypus crocipodius (Letell.) Romagn. 1939[2].

Nazwę polską koźlarz bruzdkowany podali Barbara Gumińska i Władysław Wojewoda w 1983. W polskim piśmiennictwie mykologicznym gatunek ten opisywany był też jako kozak czerniejący (Leccinum nigrescens) i borowik bruzdkowany (Boletus tesselatus). Od 2014 r. wszystkie nazwy polskie są już niespójne z nazwą naukową. W 2021 Komisja ds. Polskiego Nazewnictwa Grzybów Polskiego Towarzystwa Mykologicznego zarekomendowała używanie nazwy koźlarek bruzdkowany.
W taksonomii tego gatunku istnieje duże zamieszanie. W. Wojewoda w swoim zbiorczym zestawieniu grzybów wielkoowocnikowych Polski w 2003 nazwę koźlarz bruzdkowany przypisuje gatunkowi Leccinum tesselatum (O. Kuntze) Rauschert. Gatunek taki nie istnieje jednak w rejestrze Index Fungorum, jest natomiast Leccinum tessellatum (Rostk.) Rauschert – ale to według Index Fungorum inny gatunek. Synonimy wymienione przez W. Wojewodę według Index Fungorum odpowiadają gatunkowi Leccinum crocipodium.

## Morfologia
Kapelusz
Średnica 5–18 cm, młody półkulisty, potem poduchowaty, w końcu rozpostarty. Powierzchnia filcowata, często spękana, początkowo w kolorze bladożółtawym, oliwkowożółtym, cytrynowożółtym, z wiekiem ciemniejąca do jasnobrązowej.
Hymenofor
Pory barwy żółtej, początkowo cytrynowożółte, później oliwkowe. Czasami po uciśnięciu czerwienieją.
Trzon
Wysokość 5–15 cm, grubość 1,5–2 cm. U młodych owocników pękaty, następnie w kształcie wrzecionowatym. Pod kapeluszem i w podstawie zwężony. Jasnocytrynowy, z wiekiem brudnobiaławy. Pokryty kosmkami lub brodawkami, tworzącymi pionowe użebrowanie.
Miąższ
W kapeluszu dość twardy, w trzonie włóknisty. U młodych okazów jest bladożółty, u starszych lekko brązowawy. Na przekroju przebarwia się na różowo lub czerwonawo, po jakimś czasie fioletowieje, a w końcu czernieje.

## Występowanie i siedlisko
W Polsce gatunek rzadki. Do 2003 r. w piśmiennictwie naukowym podano tylko 4 jego stanowiska.
Występuje w lasach liściastych, głównie pod dębami, bukami i grabami, w ciepłych okolicach.

## Znaczenie
Grzyb mykoryzowy. Grzyb jadalny.